# Santi Ezquerro
Santiago Ezquerro Marín (Calahorra, La Rioja; 14 de diciembre de 1976) es un exfutbolista español.

## Trayectoria
Se formó en las categorías inferiores del Club Deportivo Calahorra. Llegó a la cantera de Osasuna en 1993, con apenas 16 años. Debutó con el primer equipo de Osasuna, el 10 de junio de 1995, ante el Barcelona B (1-1). Tras una gran campaña con el equipo rojillo, fichó por el Atlético de Madrid en 1996. Se incorporó al equipo filial, aunque llegó a disputar algunos partidos con el primer equipo. Debutó en la Primera División, el 22 de septiembre de 1996, en el partido Logroñés 0 - 3 Atlético.
A mediados de la temporada 1997-98 se marchó cedido al Real Club Deportivo Mallorca. Con este equipo jugó 14 partidos en Primera División en los que marcó seis goles. Ese año el equipo consiguió llegar a la final de la Copa del Rey, aunque cayó derrotado ante el F. C. Barcelona en la tanda de penaltis.
A finales de mayo de 1998 ingresó en las filas del Athletic Club, a cambio de unos 1000 millones de pesetas. El 16 de mayo de 1999 logró uno de los mejores goles que se hayan visto en San Mamés, al realizar un remate de chilena ante el Villarreal. En el equipo vasco permaneció siete temporadas, durante las cuales se convirtió en un jugador referente. Disputó 260 partidos y marcó 59 goles. En su última temporada anotó 19 goles, siendo el máximo goleador del equipo.
En julio de 2005 fichó por el F. C. Barcelona, tras haber finalizado su anterior contrato. El equipo catalán tenía un trío atacante titular formado por Ronaldinho, Samuel Eto'o, y Ludovic Giuly. Ezquerro fue fichado para suplir los puestos de Ronaldinho y Giuly, pero la irrupción en el primer equipo azulgrana del canterano Lionel Messi dejó a Ezquerro sin minutos. Tras dos temporadas, seis goles en 37 partidos, alcanzó un acuerdo con el candidato a la presidencia del Athletic Club, Fernando García Macua, y al ser elegido este como nuevo presidente en las elecciones, que se celebraron el 12 de julio de 2007, su fichaje quedó prácticamente cerrado a falta de algunos flecos. Sin embargo, el F. C. Barcelona pretendía recibir un traspaso de 3 millones de euros, inasumibles por el Athletic, ya que Ezquerro había salido del club rojiblanco con la carta de libertad por finalización de contrato. Así pues, Ezquerro permaneció en el club catalán.
En junio de 2008 terminó su contrato con el F. C. Barcelona, desvinculándose, por tanto, del club azulgrana. En su última temporada solo jugó cuatro partidos, marcando dos goles en un partido de Copa ante el Alcoyano.
El 29 de julio de 2008 fichó por el Club Atlético Osasuna por dos temporadas con opción a una tercera. El jugador volvía así al club donde se había formado profesionalmente. El riojano jugó únicamente 10 partidos, en la que logró un solo tanto. El 15 de julio de 2009 jugador y club llegaron a un acuerdo para rescindir el contrato.

## Selección nacional
El 12 de noviembre de 1996 jugó su único partido con la selección sub-21 ante Eslovaquia.
Fue internacional con la selección española en una ocasión. Este partido tuvo lugar el 5 de septiembre de 1998, Chipre 3 - 2 España, que supuso el último partido como seleccionador de Javier Clemente.

## Clubes
| Club                     | País   | Año       |
| ------------------------ | ------ | --------- |
| Club Deportivo Calahorra | España | 1992-1993 |
| Club Atlético Osasuna    | España | 1993-1996 |
| Club Atlético de Madrid  | España | 1996-1998 |
| RCD Mallorca (cedido)    | España | 1998      |
| Athletic Club            | España | 1998-2005 |
| Fútbol Club Barcelona    | España | 2005-2008 |
| Club Atlético Osasuna    | España | 2008-2009 |

## Palmarés

### Títulos nacionales
| Título                     | Club            | País   | Año  |
| -------------------------- | --------------- | ------ | ---- |
| Supercopa de España        | F. C. Barcelona | España | 2005 |
| Primera División de España | F. C. Barcelona | España | 2006 |
| Supercopa de España        | F. C. Barcelona | España | 2006 |

### Títulos internacionales
| Título                | Club            | País   | Año  |
| --------------------- | --------------- | ------ | ---- |
| UEFA Champions League | F. C. Barcelona | España | 2006 |